# ヘモグロビン
ヘモグロビン（hemoglobin、Hb、血色素）とは、ヒトを含む全ての脊椎動物や一部のその他の動物の血液中に見られる赤血球の中に存在するタンパク質である。酸素分子と結合する性質を持ち、肺から全身へと酸素を運搬する役割を担っている。赤色素であるヘムを持っているため赤色を帯びている。
以下では、特に断りのない限り、ヒトのヘモグロビンについて解説する。

## 構造

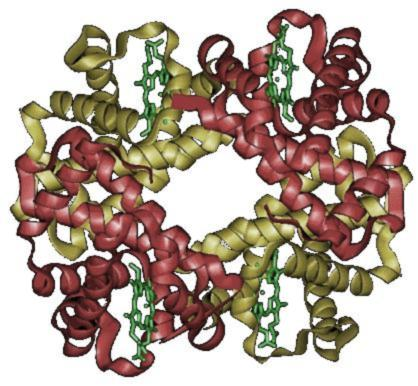
ヘモグロビン

ヘムbの構造

成人のヘモグロビンはαサブユニットとβサブユニットと呼ばれる2種類のサブユニットそれぞれ2つから構成される四量体構造をしている。各サブユニットはグロビンと呼ばれるポリペプチド部分と補欠分子族である1つのヘム部分が結合したもので、分子量は1個あたり約16,000である。αサブユニットは141個のアミノ酸からなり、βサブユニットは146個のアミノ酸から成る。ヘモグロビン分子全体(α2β2)の分子量は約64,500であり、ヘムを4つ含む。ヘムは価数が2価の鉄原子を中央に配位したポルフィリン誘導体である。このヘムの鉄原子に酸素が結合し、血液中を通って各組織へ運搬する。
酸素と結合したヘモグロビンはオキシヘモグロビン（酸素化ヘモグロビン）(oxyhemoglobin)、酸素と結合していないヘモグロビンはデオキシヘモグロビン（脱酸素化ヘモグロビン）(deoxyhemoglobin)と呼ばれる。
オキシヘモグロビンは鮮赤色で動脈血の色、デオキシヘモグロビンは暗赤色で静脈血の色である。デオキシヘモグロビンの鉄原子はポルフィリンの窒素原子とヒスチジン残基のイミダゾール環の窒素原子と配位した四面体型であり、オキシヘモグロビンはイミダゾール環の反対側に酸素分子が結合して八面体型となっている。なお、ヘム部分に酸素が結合しても鉄原子は酸化されにくく2価のままである。また、赤血球中では酸化を防ぐための還元酵素系も含まれる。しかし、一部は酸素の酸化力により徐々に酸化され、鉄原子は3価となる(自動酸化)。

## ヒトのヘモグロビンの種類

### 正常ヘモグロビン
胎児のヘモグロビンは2本のα鎖と2本のγ鎖によって作られたHbFが殆どであるが、生後は次第に2本のα鎖と2本のβ鎖で作られたHbAに置き換わっていく。ただし、成人でも重度の貧血が起こっている時は、HbFの割合が高くなっている場合もある。

### メトヘモグロビン
鉄原子の価数が3価であるヘモグロビンはメトヘモグロビンと呼ばれる。メトヘモグロビンをヘモグロビンに還元する酵素は、シトクロムb5レダクターゼである。なお、血液中にメトヘモグロビンが多い状態をメトヘモグロビン血症と言う。

### 異常ヘモグロビン
グロビン鎖のアミノ酸配列異常を持つヘモグロビンの総称で、HbA1c に関わる検査値の異常や貧血及び血球増多症などの症候を示す。
- HbS: 鎌状赤血球症の原因となる。
- HbH: サラセミアという貧血の原因となる。
- Hb Sabine 溶血性貧血の原因となる。

HbSはHbAに比べて非常に溶解度が小さく、このため分子が凝集しあって鎌形となっている。鎌状赤血球は遺伝子の異常によって起こっており、β鎖の6位のグルタミン酸がバリンに置き変わっていることが主な原因である。
- 異常ヘモグロビン症（英語版）

### ガスと結合した場合の変化
酸素が多い環境
- オキシヘモグロビン（酸素化ヘモグロビン、酸化ヘモグロビン、oxyhemoglobin、O2Hb、HbO2） - 酸素と結合した状態。酸素の運搬は、通常98％オキシヘモグロビンが使用される[7]（高圧酸素治療の際には、高圧をかけて血漿に溶け込ませて運ばれる）。

血中の二酸化炭素が多い環境
- デオキシヘモグロビン（脱酸素化ヘモグロビン、還元ヘモグロビン[8]、deoxyhemoglobin、HHb）- 酸素がない状態。水素イオンと結合
- カルバミノヘモグロビン（英語版） - 二酸化炭素がヘモグロビンのアミノ基と結合した状態。血中二酸化炭素輸送の約11-23％がこの形態で、70-85％が炭酸脱水酵素で変換された炭酸水素イオン、7％が二酸化炭素として血漿に溶け込み肺に送られ換気される。

一酸化炭素との結合
- カルボキシヘモグロビン（英語版）( COHb もしくは HbCO ) - 一酸化炭素とヘモグロビンが結合した状態。異常ヘモグロビンに分類される。酸素より親和性が高く酸素と結合しなくなるので、血中の酸素を運ぶ機能が損なわれる。COHb10％を超えると一酸化炭素中毒の症状が出始め、それ以上になっていくと死亡することもある[9]。高気圧酸素治療によってヘモグロビンに頼ることなく血漿に酸素を溶かして体内を循環させることができるとともに、カルボキシヘモグロビンの半減期を短くする効果が確認されている[10]。一酸化炭素の結合したヘモグロビンは光を照射することで、結合を切ることができる[11]。

## 機能
血中酸素分圧の高いところ（肺）で酸素と結合し、低いところ（末梢組織）で酸素を放出する。1つのヘムに酸素が結合するとその情報がサブユニット間で伝達され、タンパク質の四次立体構造が変化し、他のヘムの酸素結合性が増えより酸素と結合しやすくなる。このことをヘム間相互作用といい、酸素運搬効率を高めている。
また、pHが低く二酸化炭素が多い環境下では、ヘム蛋白のN末端にあるバリン基に水素イオンまたは二酸化炭素が結合してヘム間相互作用を阻害する結果、酸素との親和性が下がる(ボーア効果)。さらに、嫌気的解糖（酸素が少ない環境下での、酸素を用いないブドウ糖の分解によるエネルギー産生）の中間代謝産物であるグリセリン2,3-リン酸(2,3-diphosphoglycerate:2,3-DPG)がβサブユニット間に結合することによっても酸素との親和性が下がる。
ヘム間相互作用と、それに拮抗して働く水素イオン、二酸化炭素、2,3-DPG効果のためにヘモグロビンの酸素解離度曲線はシグモイド状になり、酸素分圧が高い肺胞毛細血管では酸素と結合しやすく、酸素分圧が低く、二酸化炭素濃度が多い末梢組織では酸素と解離しやすくなっており、効率よく酸素運搬が行われる。
同じく呼吸に関わる呼吸色素ミオグロビンはより酸素を放出しにくいので、筋肉のような酸素を多量に必要とする組織では、酸素の貯蔵庫として働くミオグロビンに酸素が渡される。

## 生物界におけるヘモグロビン
ヘモグロビンは脊椎動物に固有のものではない。動物界や植物界を通して見れば、酸素に結合し運搬を行う様々なタンパク質が存在する。また真正細菌、原生生物界、菌界などでも、可逆的なガス結合を行うと見られる配位子を含んでいる、ヘモグロビン様のタンパク質が存在する。これらのタンパク質の多くはグロビンとヘム（平面状のポルフィリンが配位した鉄イオン）を含んでいるため、単にヘモグロビンと呼ばれることがある。しかし、これらのタンパク質の三次構造は、脊椎動物のヘモグロビンとは大きく異なる場合がある。特に、原始的な動物で、筋肉を持たないものにおいては、「ミオグロビン」とヘモグロビンを区別することは難しい。また、循環器があるものでも、酸素運搬をするタンパク質が複数ある場合がある（昆虫類やその他の節足動物など）。これらの中で、ヘムとグロビン（単量体の場合もある）を含み、ガス交換を行うものをヘモグロビンと称する。酸素を運搬するもの以外にも、NO、CO2、硫化物を運搬するものもある。また嫌気的環境を必要とする生物は、O2を環境へ排出することもある。さらに、塩素化合物の解毒を行うものもあり、その動作はシトクロムP450やペルオキシダーゼと類似する。
ヘモグロビンの構造は生物種によって異なる。ヘモグロビンは生物界のそれぞれの界に存在するが、すべての種が持つわけではない。グロビンを1つだけ含むヘモグロビンは、細菌・原生生物・藻類・植物などの原始的なものに観察される傾向がある。対照的に、線虫類・軟体動物・甲殻類などは、脊椎動物のヘモグロビンよりはるかに大きいヘモグロビンを持つ。特大ヘモグロビンは、菌類および巨大環形動物に見られ、グロビンとその他のタンパク質を含んでいる。生物界におけるヘモグロビンの、特に顕著な事例は、体長2.4メートルにも達するチューブワーム （Riftia pachyptila (Vestimentifera)）で観察される。この種は海底火山の周辺の熱水噴出孔によく見られる。これらは消化器系を持たない。かわりに、体重の半分ほどに達する重量のバクテリア（硫黄酸化細菌）を体内に飼っており、熱水噴出孔からのH2Sと水中のO2を取り入れ、共生細菌によるH2OとCO2からATPを生み出す反応によってエネルギーを得る。また、血液中には144ものグロビン鎖を持つ巨大ヘモグロビン他、複数存在する。この生物は、末端に濃い赤色の扇状の器官(plume) を持ち、それを海水中に伸ばして、呼吸のためにO2を、バクテリアのためにH2OとO2を吸収し、また同化のためにCO2を取り入れている（光合成を行う植物と同様）。この器官は鮮やかな赤色をしているが、これは何種かの非常に巨大なヘモグロビンのためである。通常、ヘモグロビンは、硫化物に働きを阻害されるが、これらチューブワームのヘモグロビンは、硫化物と酸素の両方を運搬できる点で特徴的である。

## 著名な研究者
- マックス・ペルーツ、ジョン・ケンドリュー - ヘモグロビンなどタンパク質の立体構造を解明し、1962年ノーベル賞を受賞。
- クロード・ベルナール - 血液中のヘモグロビンの役割を解明。一酸化炭素との親和性にも言及。

## 他の酸素結合タンパク質
ミオグロビン
ヒトを含む多くの脊椎動物の筋肉組織に見られる。筋肉組織の色に赤と灰色があるのはこれのためである。タンパク質としての構造と配列はヘモグロビンに非常に近いが、4量体ではなく単量体であり、cooperative bindingを持たない。酸素運搬よりも、酸素の貯蔵のために用いられる。
ヘモシアニン
自然界で2番目に多く見られる酸素運搬タンパク質である。多くの節足動物・軟体動物の血液に見られる。鉄原子のヘム基のかわりに銅の補欠分子族を持つ。酸素結合時は青色になる。
ヘムエリスリン
海棲の無脊椎動物と、環形動物のいくつかの種の血液中に存在し、酸素を運搬する。ヘム基ではない鉄原子を含む。酸素結合時はピンクから紫色になる。非結合時は透明である。
クロロクルオリン
多くの環形動物に見られる。エリトロクルオリンに非常に近いが、ヘム団の構造が明らかに異なる。酸素非結合時は緑色になり、結合時は赤色になる。
ヴァナビンス
vanadium chromagensとしても知られる。ホヤの血液に見られる。酸素結合のために、レアメタルのバナジウムを補欠分子族の中に含んでいると推測されている。
エリトロクルオリン
ミミズを含む多くの環形動物に見られる。巨大分子の血中遊離タンパク質で、鉄原子・ヘム基と結合したタンパク質サブユニットが数十から数百集まって、分子量350万Da以上の複合タンパク質を作っている。
ピンナグロビン
二枚貝の一種Pinna squamosa (fr:Pinna nobilis) でのみ見られる。茶色の、マンガンを含むポルフィリンを持つタンパク質である。
レグヘモグロビン
アルファルファやダイズなどのマメ科の植物で見られる。これらの根には窒素固定バクテリア(根粒菌)がいるが、このタンパク質により酸素から守られている。鉄ヘムを持つ。